# Neochauliodes sinensis
Neochauliodes sinensis är en insektsart som först beskrevs av Walker 1853.  Neochauliodes sinensis ingår i släktet Neochauliodes och familjen Corydalidae.

## Underarter
Arten delas in i följande underarter:
- N. s. occidentalis
- N. s. truncatus
- N. s. sinensis